# 5483 Cherkashin
5483 Cherkashin è un asteroide della fascia principale. Scoperto nel 1990, presenta un'orbita caratterizzata da un semiasse maggiore pari a 3,1248131 UA e da un'eccentricità di 0,0749020, inclinata di 10,21287° rispetto all'eclittica.